# Graveiras
Gravières és un municipi francès situat al departament de l'Ardecha i a la regió d'Alvèrnia-Roine-Alps. L'any 2007 tenia 350 habitants.

## Demografia

### Població
El 2007 la població de fet de Gravières era de 350 persones. Hi havia 170 famílies de les quals 65 eren unipersonals (28 homes vivint sols i 37 dones vivint soles), 77 parelles sense fills i 28 parelles amb fills.
La població ha evolucionat segons el següent gràfic:
Habitants censats

### Habitatges
El 2007 hi havia 385 habitatges, 175 eren l'habitatge principal de la família, 198 eren segones residències i 13 estaven desocupats. 364 eren cases i 13 eren apartaments. Dels 175 habitatges principals, 133 estaven ocupats pels seus propietaris, 39 estaven llogats i ocupats pels llogaters i 3 estaven cedits a títol gratuït; 4 tenien una cambra, 9 en tenien dues, 29 en tenien tres, 54 en tenien quatre i 78 en tenien cinc o més. 148 habitatges disposaven pel capbaix d'una plaça de pàrquing. A 75 habitatges hi havia un automòbil i a 80 n'hi havia dos o més.

### Piràmide de població
La piràmide de població per edats i sexe el 2009 era:
| Homes | Edats   | Dones |
| ----- | ------- | ----- |
| 0     | 95 o +  | 0     |
| 4     | 90 a 94 | 12    |
| 0     | 85 a 89 | 0     |
| 0     | 80 a 84 | 4     |
| 4     | 75 a 79 | 4     |
| 16    | 70 a 74 | 8     |
| 24    | 65 a 69 | 28    |
| 16    | 60 a 64 | 16    |
| 12    | 55 a 59 | 4     |
| 4     | 50 a 54 | 8     |
| 8     | 45 a 49 | 4     |
| 8     | 40 a 44 | 8     |
| 16    | 35 a 39 | 12    |
| 8     | 30 a 34 | 24    |
| 24    | 25 a 29 | 12    |
| 0     | 20 a 24 | 4     |
| 8     | 15 a 19 | 4     |
| 0     | 10 a 14 | 20    |
| 4     | 5 a 9   | 12    |
| 8     | 0 a 4   | 12    |

## Economia
El 2007 la població en edat de treballar era de 200 persones, 130 eren actives i 70 eren inactives. De les 130 persones actives 103 estaven ocupades (53 homes i 50 dones) i 27 estaven aturades (13 homes i 14 dones). De les 70 persones inactives 33 estaven jubilades, 15 estaven estudiant i 22 estaven classificades com a «altres inactius».

### Ingressos
El 2009 a Gravières hi havia 183 unitats fiscals que integraven 384,5 persones, la mediana anual d'ingressos fiscals per persona era de 15.125 €.

### Activitats econòmiques
Dels 15 establiments que hi havia el 2007, 6 eren d'empreses de construcció, 1 d'una empresa de transport, 4 d'empreses d'hostatgeria i restauració, 1 d'una empresa immobiliària, 1 d'una empresa de serveis i 2 d'empreses classificades com a «altres activitats de serveis».
Dels 6 establiments de servei als particulars que hi havia el 2009, 2 eren paletes, 2 lampisteries, 1 restaurant i 1 agència immobiliària.
L'any 2000 a Gravières hi havia 26 explotacions agrícoles que ocupaven un total de 48 hectàrees.

## Equipaments sanitaris i escolars
L'únic equipament sanitari que hi havia el 2009 era un hospital de tractaments de mitja durada (seguiment i rehabilitació).
El 2009 hi havia una escola elemental.

## Poblacions més properes
El següent diagrama mostra les poblacions més properes.